# Première campagne d'Arenales dans la sierra du Pérou
Guerre d'indépendance du Pérou
Batailles
m
Premiers soulèvements autonomes
- Insurrection de Tacna (1811)
- Rébellion de Huánuco (1812)
- Insurrection de Tacna (1813)
- Rébellion de Cuzco (1814)
- Bataille de la Apacheta (es)
- Bataille de Umachiri (es)

Campagne Libératrice du Sud (1820-1823)
- Débarquement de Paracas (es)
- Première campagne d'Arenales
- Bataille de Pasco (es)
- Capture de l’Esmeralda
- Discours d'Aznapuquio (es)
- Seconde campagne d'Arenales
- Combat de Quiapata (es)
- Campagne d'Intermedios de Miller
- Combat de Mirave (es)
- Premier siège de Callao
- Expédition auxiliaire de Santa Cruz à Quito
- Bataille d'Ica
- Combat de Paras (es)
- Campagne d'Intermedios d'Alvarado (es)
- Bataille de Torata (es)
- Bataille de Moquegua (es)
- Combat de Mito (es)

Campagne Libératrice du Nord (1823-1826)
- Motín de Balconcillo (es)
- Campagne d'Intermedios de Santa Cruz
- Bataille de Zepita (es)
- Combat d'Arequipa (es)
- Combat d'Alzuri (es)
- Soulèvement de Callao (es)
- Rébellion d'Olañeta (es)
- Bataille de Junín
- Combat de Bellavista (es)
- Bataille de Corpahuaico (es)
- Bataille d'Ayacucho
- Campagne de Sucre dans le Haut-Pérou
- Combat de Tumusla
- Second siège de Callao (es)

La première campagne d'Arenales dans la sierra du Pérou se déroule du 4 octobre 1820 au 8 janvier 1821 pendant la guerre d'indépendance du Pérou.

## Forces d'Arenales
| Commandants - Juan Antonio Álvarez de Arenales - Manuel Rojas Argerich - Rufino Guido Unités et officiers - Bataillon No 11 des Andes, commandé par Román Deheza (es) - Bataillon No 2 du Chili, commandé par Santiago Aldunate (es) - Régiment de grenadiers à cheval, commandé par Juan Lavalle - Deux pièces d'artillerie. |

## Historique
Les troupes de l'Expedición Libertadora del Perú (es) prennent Pisco le 4 octobre 1820 et lancent une offensive dans la sierra du Pérou qui culmine avec la prise de Huaura le 8 janvier 1821.

## Conséquences politiques
La campagne, résultant une victoire stratégique indépendantiste, vit par ailleurs l'affaiblissement de la vice-royauté du Pérou, Joaquín de la Pezuela étant déposé le 29 janvier 1821 par une junte de généraux espagnols après un ultimatum (le « Pronunciamiento de Aznapuquio »).